# Daniel Richter (syndicaliste)
 (septembre 2023).
Pour les articles homonymes, voir Daniel Richter.
Daniel Richter (né le 1er janvier 1943 à Lyon) est un syndicaliste français, membre de la Confédération française démocratique du travail (CFDT). 

## Biographie
Il fut salarié de Renault à Flins-sur-Seine (Yvelines). Cadre ingénieur chimiste du fait de sa position dans la hiérarchie, il est plusieurs années sans affectation. Il se consacre alors à son activité syndicale, devenant un des responsables du syndicat local SMVSO et de l'Union parisienne des syndicats de la métallurgie (UPSM). Il exerce la fonction de délégué syndical central de Renault, notamment au moment où la direction décide de fermer l'usine belge de Vilvorde.
Dans les années 1980, il est un des acteurs de premier plan lors des grèves de l'automobile à Flins-sur-Seine et surtout chez Talbot Poissy.
Lors de la négociation de l'accord sur les 35 heures, il est démis de ses fonctions par la fédération, à la suite du refus de huit sections de l'approuver. Il prend sa préretraite en 2002. Il est cité dans la presse comme un des représentants de la critique interne de la CFDT, et comme témoin de l'évolution syndicale.
Dans sa jeunesse, il est un des dirigeants de l'Union nationale des étudiants de France (UNEF), notamment pendant la période de Mai 68. Puis il devient membre du PSU. Plus tard, il est l'un des fondateurs du CEFY, Collectif étrangers-Français des Yvelines, actif dans la défense des droits des étrangers.

## Œuvres
- Richter Daniel et alii, Renault, 100 ans d’histoire sociale, Boulogne-Billancourt, Comité de Groupe Européen Renault, 1999, 128 p.
- Richter Daniel, Renault-Vilvoorde: un cas d'école et une occasion manquée, Les Temps Modernes, janvier-Février 1998.